# 哈日淖日 (鄂温克苏木)
哈日淖日，曾名达拉逊诺，是位于中国内蒙古自治区呼伦贝尔市陈巴尔虎旗鄂温克苏木的一个湖泊。其位置约在东经119°18′，北纬49°47′。湖面海拔531.70米，面积达1平方公里。哈日淖日在蒙古语中的意思是黑湖。